# Rodolfo Amando Philippi
Rodolfo Amando Philippi (Charlottenburg, 14 settembre 1808 – Santiago del Cile, 23 luglio 1904) è stato uno zoologo e botanico tedesco naturalizzato cileno.